# Adoretus giganteus
Adoretus giganteus är en skalbaggsart som beskrevs av Hermann Burmeister 1844. Adoretus giganteus ingår i släktet Adoretus och familjen Rutelidae. Inga underarter finns listade i Catalogue of Life.